# 1800-е годы
1800-е (ты́сяча восьмисо́тые) го́ды по григорианскому календарю — промежуток времени с 1 января 1800 года по 31 декабря 1809 года, включающий 1800 год 10-го десятилетия XVIII века  и с 1801 по 1809 годы    1-го десятилетия XIX века 2-го тысячелетия.  Они закончились 216 лет назад.
Десятилетие ознаменовалось Наполеоновскими войнами.

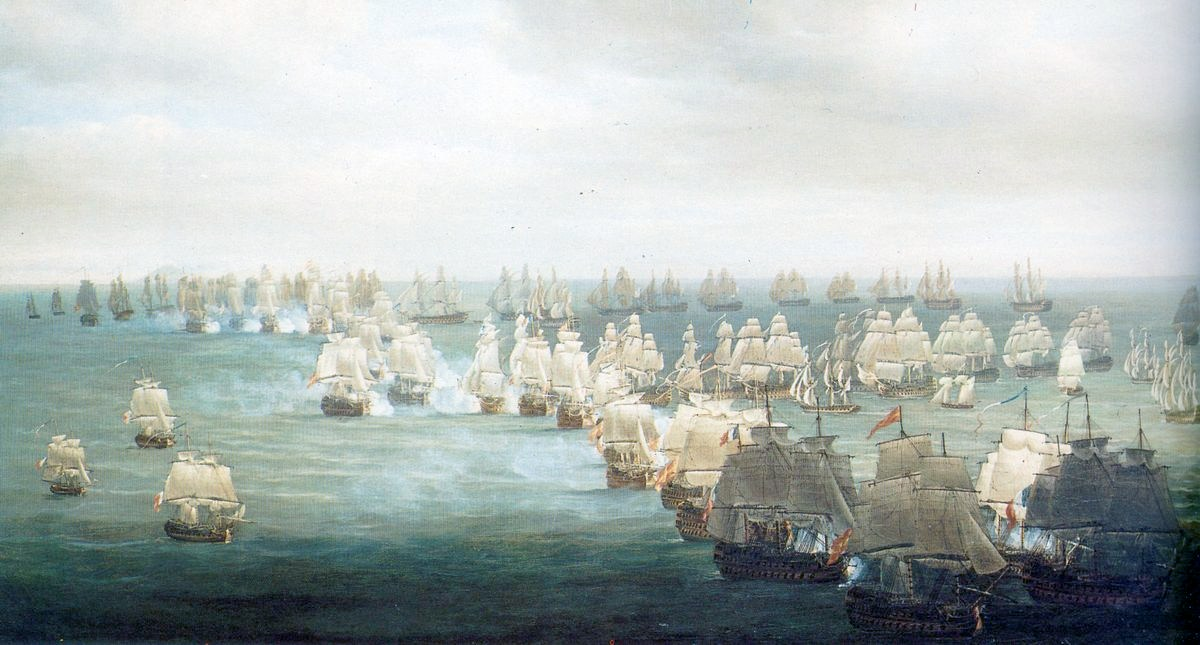
Трафальгарское сражение (1805)

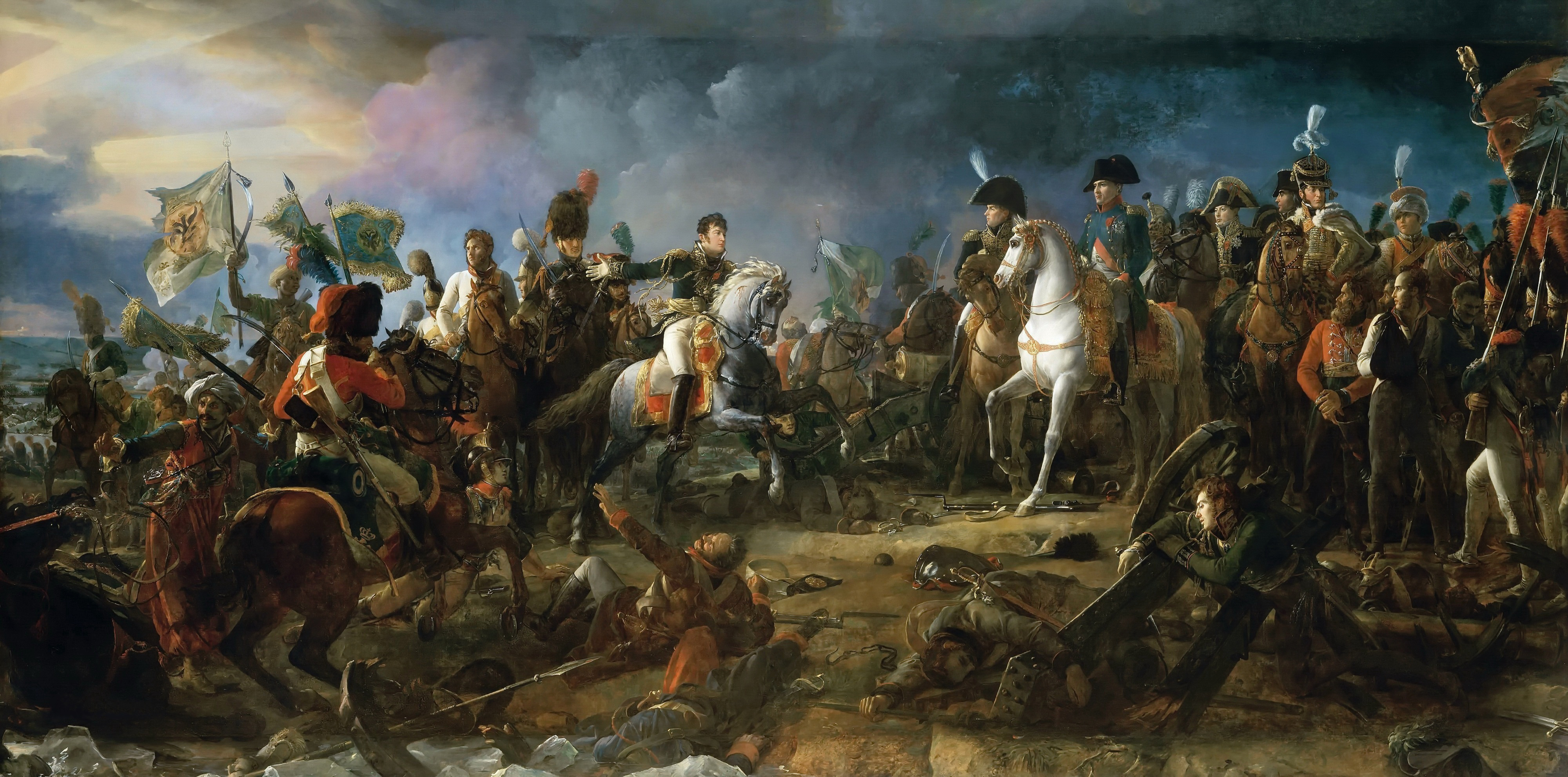
Наполеон во время битвы под Аустерлицем (1805)

## Важнейшие события
- Образование Соединённого королевства Великобритании и Ирландии (1801). Лондонская фондовая биржа (1801). Билль о всеобщем огораживании (1801). Вторая англо-маратхская война (1803—1805).
- Революционные войны Франции (1792—1802). Наполеоновские войны (1803—1815). Банк Франции основан (1800). Кодекс Наполеона (1804).
  - Война второй коалиции (1798—1802). Амьенский мир.
  - Война третьей коалиции (1805). Трафальгарское сражение. Битва под Аустерлицем. Пресбургский мир. Конец Священной Римской империи (1806). Создан Рейнский союз (1806—1813).
  - Война четвёртой коалиции (1806—1807). Тильзитский мир[1].
  - Англо-турецкая война (1807—1809). Договор о Дарданеллах[англ.]
  - Англо-датская война (1807—1814).
  - Пиренейские войны (1808—1814).
  - Война пятой коалиции (1809). Шёнбруннский мир.
- Правление Александра I (1801—1825). Русско-персидская война (1804—1813). Русско-турецкая война (1806—1812). Русско-шведская война (1808—1809), Финляндия присоединена к России.
- Династия Нгуен пришла к власти во Вьетнаме (1802—1945; French assistance to Nguyễn Ánh).
- США приобретают обширные территории французских владений в Северной Америке (Луизианская покупка; 1803). Начинают серию аннексий и завоеваний территорий Мексики, Англии и коренных американцев. «Второе Великое Пробуждение» в Америке (1790—1840; Second Great Awakening). Первая берберийская война (1801—1805) США на северном побережье Африки.
- Гаитянская революция (1791—1803) чернокожего населения против господства Франции привела к образованию второго независимого государства в Америке — Республики Гаити (1804).
- Создана Австрийская империя (1804) на основе Габсбургской монархии.
- Джихад Фулани (1804—1810) в Нигерии.
- Хедив Египта Мухаммед Али проводит модернизацию страны (1805—1848).
- Начало Боливийской войны за независимость (1809—1825) индейцев против господства Испании.

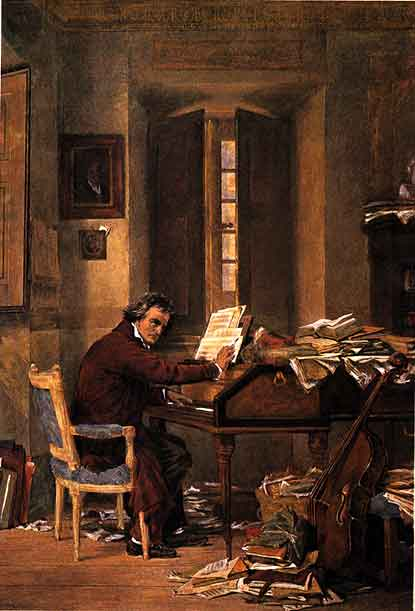
Бетховен

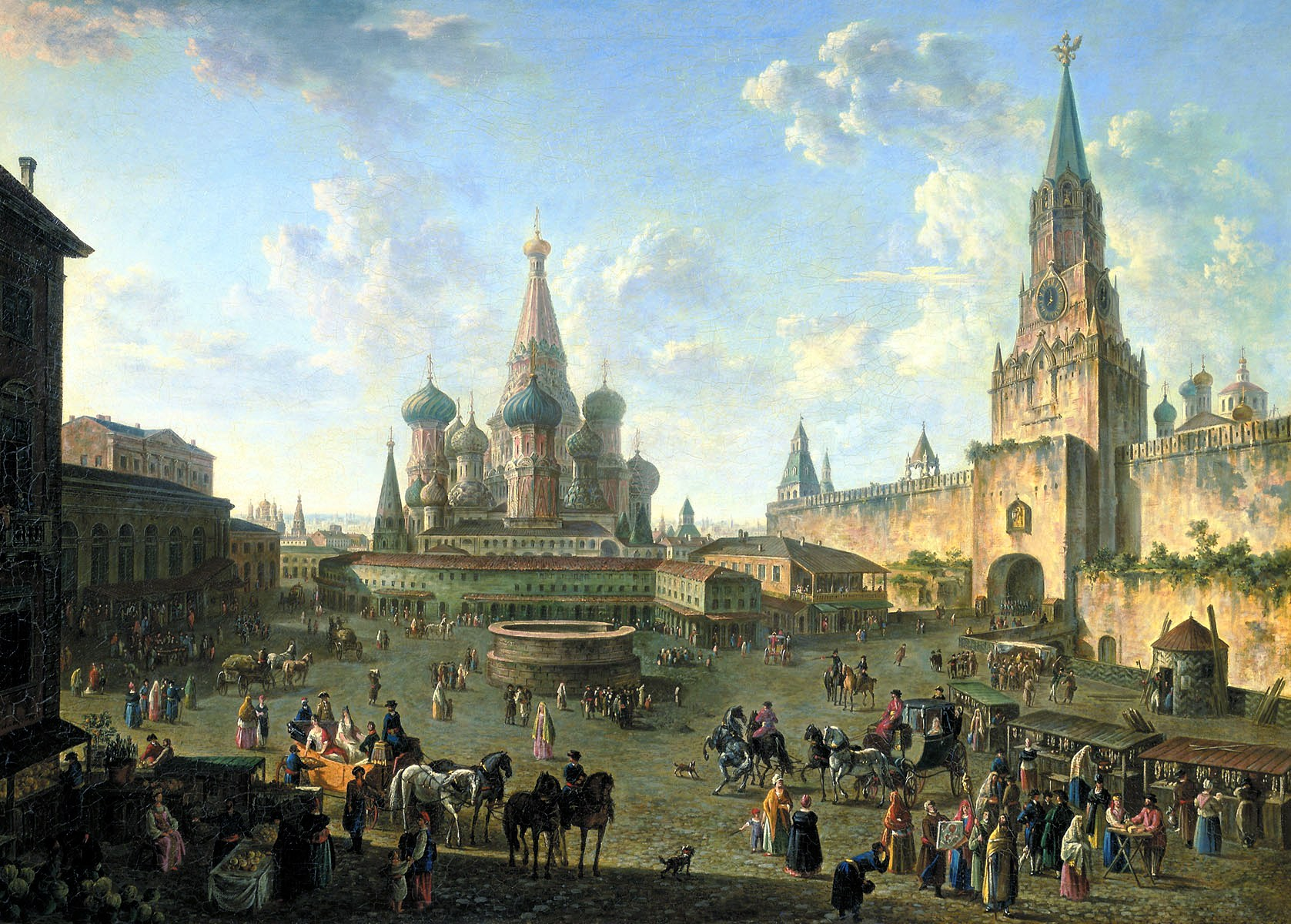
«Красная площадь в Москве» (1801; Алексеев)

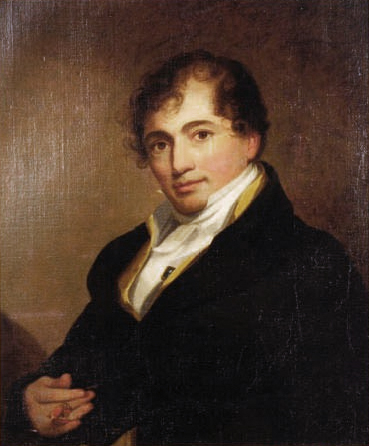
Фултон

## Культура
- Завершается эпоха Просвещения, начинается эпоха Романтизма.
- Основаны: Английский королевский хирургический колледж (1800), Казанский университет (1804), Харьковский университет (1805).
- Стиль Ампир получает широкое распространение при Наполеоне.

### Живопись
- Алексеев, Фёдор Яковлевич (1753—1824) художник.
- Давид, Жак-Луи (1748—1825) художник. «Наполеон на перевале Сен-Бернар» (1801).

### Музыка
- Бетховен. «Симфония № 5» (1808).

### Скульптура
- Торвальдсен. «Ясон с золотым руном» (1803).

### Наука и техника
- Гальванический элемент — «Вольтов столб» (1800; Алессандро Вольта). Электролиз (1800; Иоганн Риттер и William Nicholson). Ультрафиолетовое излучение (1801; Иоганн Риттер). Металлический калий (1807; Дэви)
- Металлическая перьевая ручка (патент — 1803).
- Паровоз (патент — 1804; Ричард Тревитик).
- Жаккардовый ткацкий станок использует аналог перфокарт (1804, Жозеф Жаккар).
- Морфин (впервые получен — 1804).
- Ракета Конгрива (боевое применение — 1806).
- Пароход (1807; Роберт Фултон).
- Экспериментальные доказательства атомарного строения веществ (1808; Джон Дальтон).

## Скончались
- А. В. Суворов (1729—1800), полководец, генералиссимус.
- Павел I (1754—1801), император.
- Г. Нельсон (1758—1805), флотоводец, вице-адмирал.
- А. Н. Радищев (1749—1802), писатель, философ, поэт.
- И. Кант (1724—1804), родоначальник немецкой классической философии, крупный философ эпохи Просвещения.
- Ф. Шиллер (1759—1805), поэт, философ.
- Китагава Утамаро (1753—1806), художник.
- Селим III (1761—1808), султан.